# Hamerský potok (Nežárka)

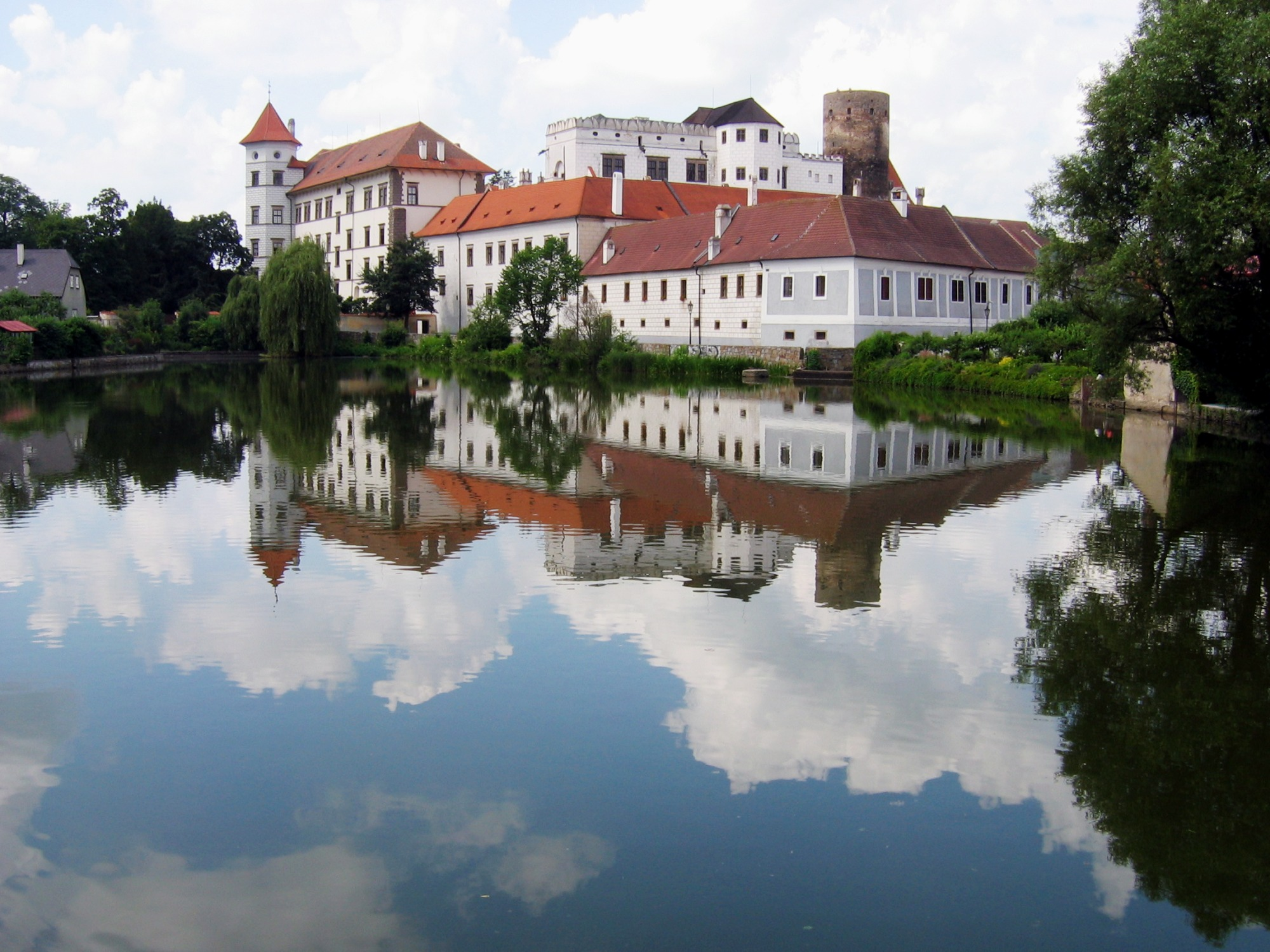
Schloss Jindřichův Hradec und Teich Malý Vajgar

Der Hamerský potok (deutsch Hammerbach) ist ein linker Nebenfluss der Nežárka in Tschechien.

## Verlauf
Der Hamerský potok entspringt in der Javořická vrchovina am Südwesthang des Skelný vrch (Glasberg, 786 m) in 756,6 m ü. M. Er fließt zunächst in westliche Richtung und wird bei Janštejn im Badesee Nadýmač gestaut. Über Olší führt sein Lauf nach Horní Dubenky, wo der Bach sich nach Südwesten wendet. Unterhalb von Chadimův Mlýn und des geschützten Torfmoores Rašeliniště Kaliště wird der Hamerský potok an der Bahnstation Jihlávka im Teich Bělohradský rybník gestaut.  Entlang des Baches führt hier auf einem kurzen Teilstück  die Bahnstrecke Jihlava – Jindřichův Hradec. Weitere Orte am Lauf sind Kaliště, Býkovec und Panské Dubenky, wo der Bach die Teiche Kudrnů rybník und Šerý rybník speist. Über Perka, Doubrava, Zahrádky, wo er im Teich Korytník gestaut wird, Horní Dvorce, Vackův Mlýn und Kremolíny fließt der Bach nach Süden.
Bei Horní Meziříčko  fließt der Bach in den großen Fischteich Velkomeziříčký rybnik. Unterhalb folgen auf dem Lauf nach Südwesten Malý Jeníkov, Kočvárův Mlýn und Kotrčův Mlýn. Danach fließt der Hamerský potok über Strmilov bei Budkov und Rozkoš durch den Teich Hejtman. Zwischen Střížovice, Vlčice und Malý Ratmírov befüllt der Bach den Teich Ratmírovský rybník. Seinem Tal folgt zwischen den Stationen Střížovice und Jindřiš die Schmalspurbahnstrecke Nová Bystřice – Jindřichův Hradec. Unterhalb des Ratmírovský rybník liegen entlang des nach Westen verlaufenden Baches Hanusův Mlýn, Dvoreček, Blažejov, das romantische Tal Jindřišské údolí mit der Burgruine Vítkův Hrádek und Jindřiš. In Jindřichův Hradec fließt der Hamerský potok in die Teiche Vajgar (Waigerteich) und Malý Vajgar. Er mündet schließlich nach 46,31 km am Schloss Jindřichův Hradec bei 455,44 m ü. M. in die Nežárka. Der Hamerský potok hat ein Einzugsgebiet von 221,54 km².

## Zuflüsse
- Doubravský potok (r), im Teich Doubrava bei Doubrava
- Bukovický potok (l), bei Vackův Mlýn
- Studenský potok (l), im Velkomeziříčký rybnik
- Kamenitý potok (r), in Strmilov
- Chlum (l), im Teich Hejtman
- Vlčický potok (r), bei Střížovice
- Lomský potok (l) im Ratmírovský rybník
- Olešná potok (r), bei Hanusův Mlýn